# Onthophagus dilutus
Onthophagus dilutus là một loài bọ cánh cứng trong họ Bọ hung (Scarabaeidae).